# Ficus capillipes
Ficus capillipes är en mullbärsväxtart som beskrevs av François Gagnepain. Ficus capillipes ingår i släktet fikonsläktet, och familjen mullbärsväxter. Inga underarter finns listade i Catalogue of Life.